# Альєйра (ковбаса)
Альєйра (порт. alheira, також порт. Alheiras de Mirandela) — португальська ковбаса, яка в даний час виготовляється з різних видів м'яса: зазвичай з телятини, качиного м'яса, курятини або кролятини, з додаванням хліба. Спочатку такі ковбаси виготовлялися португальськими євреями, що побоювалися переслідувань з боку місцевої інквізиції. Альєйри за своїм зовнішнім виглядом були схожі на поширені на Піренейському півострові ковбаси зі свинини, але готувалися із кошерних компонентів, що дозволяло юдеям потай зберігати свою релігію і звичаї. Згодом такі ковбаси стали стравою португальської національної кухні, втративши первісну кошерність інгредієнтів.

## Історія

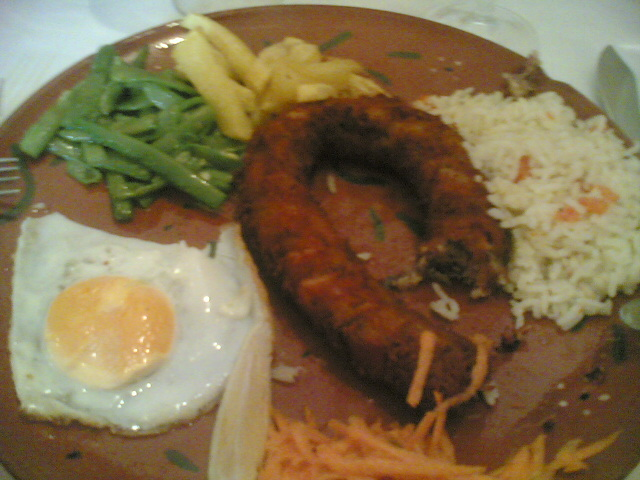
Смажена альєйра з Мірандели

Альєйра була створена португальськими євреями як спосіб обдурити місцеву інквізицію. У 1492 році, коли після закінчення реконкісти іспанський король Фердинанд II Арагонський і його дружина Ізабелла I Кастильська вигнали з Гранади останнього мавританського володаря з Піренейського півострова, вони стали вживати жорсткі заходи щодо тих, хто продовжував сповідувати юдаїзм і іслам з метою примусити їх перейти в католицтво. В результаті представники цих нехристиянських релігій зазнали гонінь і змушені були тікати в більш віротерпимі регіони. В результаті цих дій тисячі євреїв були вигнані іспанською інквізицією з країни, і багато релігійних біженців осіли в більш толерантній Португалії. Однак через кілька років ситуація повторилася і юдеїв стали також примушувати або прийняти католицтво, або ж переселитися в інші країни. Щоб врятуватися від утисків і смерті, багато хто з них формально прийняв християнство, при показному виконанні католицьких звичаїв, але потай від сторонніх вони й далі сповідували юдаїзм, що дістало назву криптоюдаїзм. У 1536 році на прохання короля Жуана III, який побоювався наслідків криптоюдаїзму, була затверджена португальська інквізиція, яка направила основну частину своєї діяльності на викорінення юдаїзму.

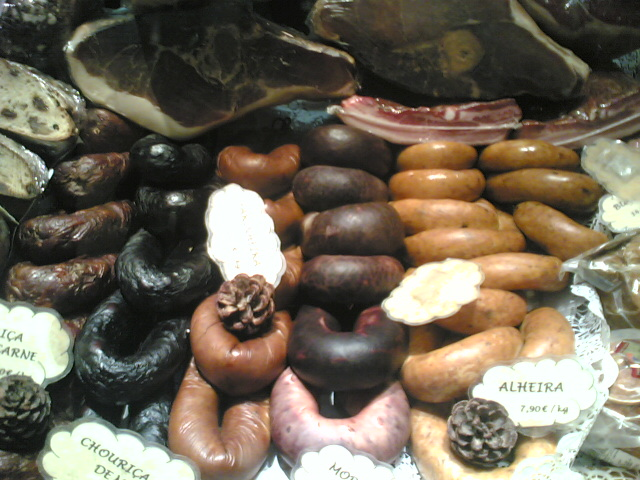
Португальські ковбаси. Альєйра — справа

Релігія не дозволяє євреям їсти свинину (див. кашрут), тому їх було легко впізнати по тому факту, що вони не готували свинячих ковбас (чорісос) і не коптили їх в коптильнях. Тому євреї замінили свинину в ковбасах різними іншими видами м'яса, такими як яловичина, індичатина, качине м'ясо, курятина і іноді м'ясо куріпок, змішуючи їх з хлібним тістом для поліпшення консистенції. У зв'язку з тим, що з точки зору Галахи при виготовленні ковбаси не можна було використовувати навіть свинячі кишки, вони готувалися без оболонки. Криптоюдеї демонстрували, що вони виготовляють і вживають ковбаси, зовні схожі на місцеві, їх вивішували у всіх на виду, щоб християни не запідозрили, що євреї не їдять свинину, і це створювало враження, що вони дійсно зреклися своїх звичаїв.
Надалі цей рецепт поширився і серед християн, які стали додавати в альєйру свинину. Сучасна альєйра стала популярною стравою португальської національної кухні, втративши первісну кошерність інгредієнтів, оскільки в даний час може складатися з яких завгодно м'ясних компонентів від свинини до дичини, а крім того може бути і зовсім вегетаріанською. Альєйру зазвичай смажать в оливковій олії і подають з вареними овочами і картоплею, часто з яєчнею. Хоча назва «альєйра» походить від місцевого найменування часнику (порт. alho і колись використовувалася для будь-якої ковбаси, у склад якої входила ця приправа, не всі сучасні альєйри містять часник, хоча він все ще є поширеним інгредієнтом.
В даний час найбільш популярними є альєйри, виготовлені в місті Мірандела, а також альєйри з провінцій Бейра-Алта і Траз-уж-Монтіш. Місцеві різновиди португальської ковбаси зі статусом, які охороняються захищеним географічним зазначенням (PGI, англ. protected geographical indication включають альєйру з муніципалітету Віньяйш, а також регіону Баррозу (порт. Barroso; Terras de Barroso Barroso; Terras de Barroso), утвореного муніципалітетами Ботікаш і Монталегре. У 2011 році жителі проголосували за те, щоб визнати її одним з семи гастрономічних чудес Португалії.